# Offset Ridge
Offset Ridge är en bergstopp i Antarktis. Den ligger i Västantarktis. Argentina, Chile och Storbritannien gör anspråk på området. Toppen på Offset Ridge är 604 meter över havet, eller 95 meter över den omgivande terrängen. Bredden vid basen är 1,7 km.
Terrängen runt Offset Ridge är kuperad åt nordost, men åt sydväst är den platt. Trakten är obefolkad. Det finns inga samhällen i närheten.